# Geodorum
Geodorum – rodzaj roślin z rodziny storczykowatych (Orchidaceae). Obejmuje 8 gatunków występujących w Azji Południowo-Wschodniej, w Australii i na wyspach Oceanii w takich krajach i regionach jak: Andamany, Asam, Bangladesz, Archipelag Bismarcka, Borneo, Kambodża, Karoliny, południowo-wschodnie i południowo-centralne Chiny, Himalaje, Fidżi, Hajnan, Indie, Laos, Małe Wyspy Sundajskie, Malezja Zachodnia, Moluki, Mariany, Mjanma, Nepal, Nowa Kaledonia, Nowa Gwinea, Nikobary, Niue, Filipiny, Samoa, Wyspy Salomona, Sri Lanka, Celebes, Sumatra, Tajwan, Tajlandia, Tonga, Vanuatu, Wietnam, Riukiu, Ogasawara, Queensland, Australia Zachodnia, Terytorium Północne.
Wszystkie gatunki z tego rodzaju zostały przeniesione w 2021 roku do rodzaju Eulophia.

## Morfologia
KwiatyKwiaty białe, różowe lub żółte, z fioletowym żyłkowaniem na warżce.

## Systematyka
Rodzaj sklasyfikowany do podplemienia Eulophiinae w plemieniu Cymbidieae, podrodzina epidendronowe (Epidendroideae), rodzina storczykowate (Orchidaceae), rząd szparagowce (Asparagales) w obrębie roślin jednoliściennych.
Wykaz gatunków
- Geodorum attenuatum Griff.
- Geodorum densiflorum (Lam.) Schltr.
- Geodorum duperreanum Pierre
- Geodorum eulophioides Schltr.
- Geodorum laxiflorum Griff.
- Geodorum recurvum (Roxb.) Alston
- Geodorum siamense Rolfe ex Downie
- Geodorum terrestre (L.) Garay